# 54509 YORP
54509 YORP este o planetă minoră (asteroid) din Asteroid Apollo. A fost descoperită pe 3 august 2000 la Experimental Test Site⁠(d) de Lincoln Near-Earth Asteroid Research și a fost numită după Yarkovsky–O'Keefe–Radzievskii–Paddack effect⁠(d). 
Obiectul prezintă o orbită caracterizată de o semiaxă mare de 1,0059146607111 UAi, o excentricitate de 0,23004, o înclinație de 1,59975 ° în raport cu ecliptica.